# Баягантайский наслег (Усть-Алданский улус)
Баягантайский наслег — сельское поселение в Усть-Алданском улусе Якутии Российской Федерации.
Административный центр — село Танда.

## История
Статус и границы сельского поселения установлены Законом Республики Саха (Якутия) от 30 ноября 2004 года N 173-З N 353-III «Об установлении границ и о наделении статусом городского и сельского поселений муниципальных образований Республики Саха (Якутия)».

## Население
| 2002 | 2010 | 2011 | 2012 | 2013 | 2014 | 2015 |
| ---- | ---- | ---- | ---- | ---- | ---- | ---- |
| 863  | ↘699 | ↘698 | ↘664 | ↘655 | ↘629 | ↘615 |
| 2016 | 2017 | 2018 | 2019 | 2020 | 2021 |      |
| ↘602 | ↘584 | ↗585 | ↘556 | ↘549 | ↗554 |      |

## Состав сельского поселения
| № | Населённый пункт | Тип населённого пункта       | Население |
| - | ---------------- | ---------------------------- | --------- |
| 1 | Танда            | село, административный центр | ↗554      |

## Известные люди
- Егоров, Алексей Дмитриевич(1899―1970) ― советский якутский учёный, доктор биологических наук, профессор Якутского государственного университета,  Заслуженный деятель науки Якутской АССР, Заслуженный деятель науки РСФСР[16].